# Bladtjärnen (Åsarne socken, Jämtland)
Bladtjärnen är en sjö i Bergs kommun i Jämtland och ingår i Ljungans huvudavrinningsområde.